# Championnat d'Uruguay de football 1953
Navigation
Édition précédente Édition suivante
La 51e édition du championnat d'Uruguay de football est remportée par le Club Atlético Peñarol. C’est le vingt-et-unième titre de champion du club. Le Peñarol l’emporte avec sept points d’avance sur le Club Nacional de Football. Rampla Juniors Fútbol Club complète le podium.
Un système de promotion/relégation est en place : le dernier du championnat est automatiquement remplacé par le premier du championnat Intermedia, la deuxième division uruguayenne. Central Español Fútbol Club est relégué en deuxième division et est remplacé par Club Sportivo Miramar.
Tous les clubs participant au championnat sont basés dans l’agglomération de Montevideo.
Juan Eduardo Hohberg (Club Atlético Peñarol) termine avec 17 buts en 18 matchs meilleur buteur du championnat. 

## Les clubs de l'édition 1953
| \| Montevideo: · Danubio Fútbol Club · Central · Club Atlético Cerro · Defensor · Nacional · Peñarol · Liverpool · Club Atlético Progreso · River Plate · Rampla Juniors · Wanderers Montevideo \| Localisation des clubs engagés dans le championnat. |
| Montevideo: · Danubio Fútbol Club · Central · Club Atlético Cerro · Defensor · Nacional · Peñarol · Liverpool · Club Atlético Progreso · River Plate · Rampla Juniors · Wanderers Montevideo                                                           |

| Club                             | Stade | Capacité | Ville      |
| -------------------------------- | ----- | -------- | ---------- |
| Central Español Fútbol Club      | -     | -        | Montevideo |
| Club Atlético Cerro              | -     | -        | Montevideo |
| Danubio Fútbol Club              | -     | -        | Montevideo |
| Defensor Sporting Club           | -     | -        | Montevideo |
| Liverpool Fútbol Club            | -     | -        | Montevideo |
| Club Nacional de Football        | -     | -        | Montevideo |
| Club Atlético Peñarol            | -     | -        | Montevideo |
| Rampla Juniors Fútbol Club       | -     | -        | Montevideo |
| Club Atlético River Plate        | -     | -        | Montevideo |
| Montevideo Wanderers Fútbol Club | -     | -        | Montevideo |

## Compétition

### Classement
Le classement est établi sur le barème de points suivant : victoire à 2 points, match nul à 1, défaite à 0.
| Rang | Équipe                      | Pts | J  | G  | N | P  | Bp | Bc | Diff |
| ---- | --------------------------- | --- | -- | -- | - | -- | -- | -- | ---- |
| 1    | Club Atlético Peñarol       | 32  | 18 | 15 | 2 | 1  | 59 | 13 | +46  |
| 2    | Club Nacional de Football T | 25  | 18 | 9  | 7 | 2  | 34 | 21 | +13  |
| 3    | Rampla Juniors Fútbol Club  | 22  | 18 | 9  | 4 | 5  | 30 | 21 | +9   |
| 4    | Club Atlético River Plate   | 19  | 18 | 7  | 5 | 6  | 28 | 31 | -3   |
| 5    | Defensor Sporting Club      | 18  | 18 | 6  | 6 | 6  | 32 | 34 | -2   |
| 6    | Danubio Fútbol Club         | 16  | 18 | 5  | 6 | 7  | 25 | 25 | 0    |
| 7    | Liverpool Fútbol Club       | 15  | 18 | 5  | 5 | 8  | 27 | 33 | -6   |
| 8    | Montevideo Wanderers        | 15  | 18 | 5  | 5 | 8  | 26 | 35 | -9   |
| 9    | Club Atlético Cerro         | 12  | 18 | 4  | 4 | 10 | 14 | 31 | -17  |
| 10   | Central Español Fútbol Club | 6   | 18 | 2  | 2 | 14 | 15 | 46 | -31  |

| Légende : Qualifications et relégations | Légende : Qualifications et relégations |
| --------------------------------------- | --------------------------------------- |
|                                         | Champion d’Uruguay                      |
|                                         | Relégué en deuxième division            |
|                                         | T : Tenant du titre P : Promus          |

## Bilan de la saison
| Championnat d'Uruguay de football 1953 |                                   |
| Champion                               | Club Atlético Peñarol (21e titre) |
| Promotions et relégations              |                                   |
| Promus en Primera División             | Club Sportivo Miramar             |
| Relégués en Intermedia                 | Central Español Fútbol Club       |

## Statistiques

### Meilleur buteur
1. Juan Eduardo Hohberg (Club Atlético Peñarol), 17 buts.